# Karl Joseph von Riccabona

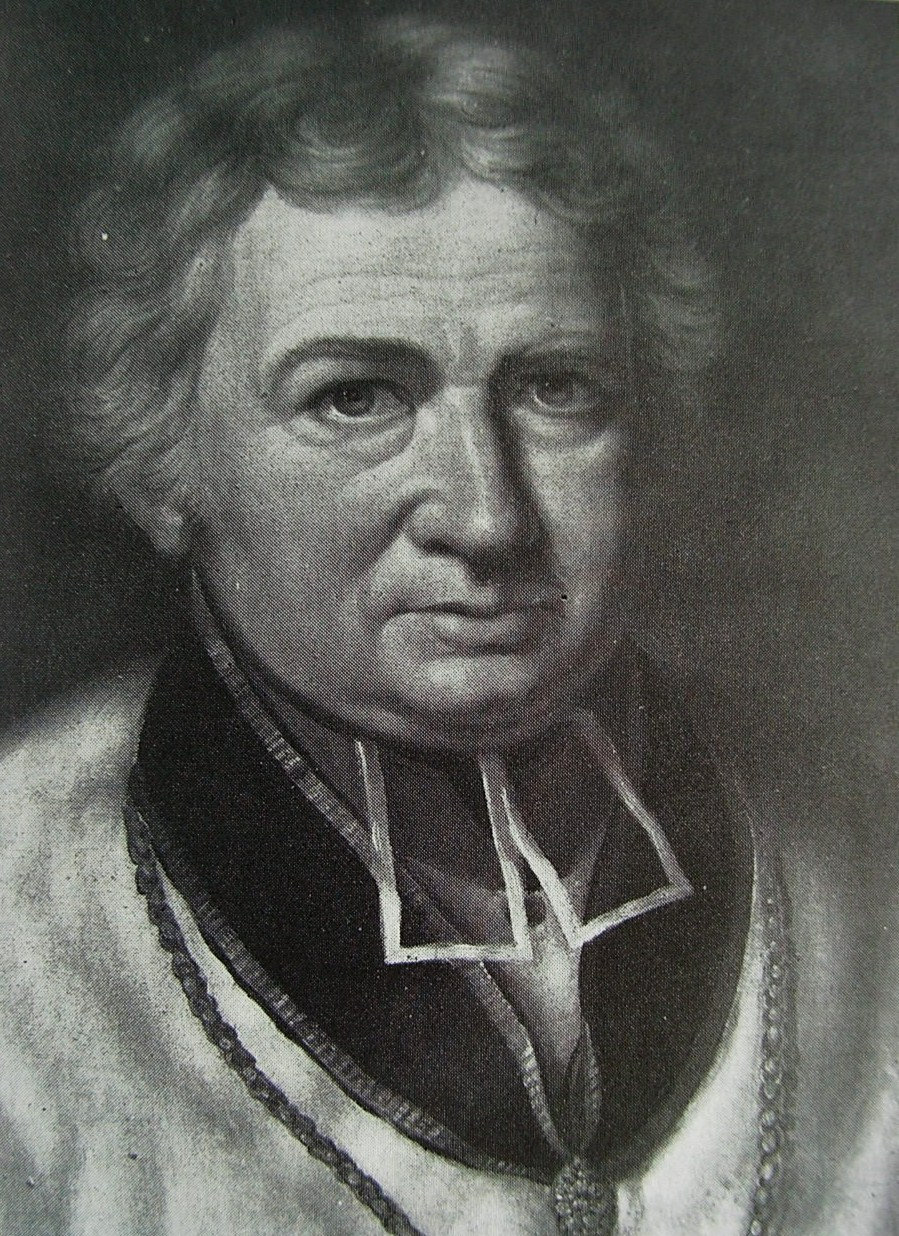
Bischof Riccabona

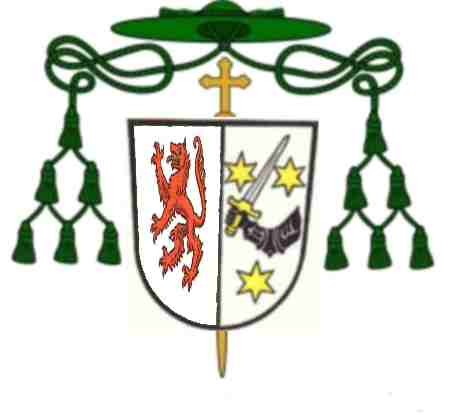
Wappen des Bischofs von Passau

Karl Joseph von Riccabona (* 28. Juli 1761 in Cavalese, Trentino; † 25. Mai 1839 in Passau) war Bischof von Passau.

## Leben und Wirken
Riccabona stammte aus der Familie Riccabona von Reichenfels und war das älteste von fünf Kindern des Gutsbesitzers Joseph Anton von Riccabona und dessen Ehefrau Maria Rosa Eberschlager von Kofel und Lehenegg.
Von seinem Vater wurde er an die Studienanstalt nach Brixen geschickt. Danach studierte er 1777 an der Universität Innsbruck Philosophie und entschloss sich nach Abschluss des Studiums 1779 als Mag. phil. auch noch Theologie zu studieren und den geistlichen Weg einzuschlagen.
Auf Betreiben seines Firmpaten Fürstbischof Leopold Ernst Graf von Firmian von Passau wurde er in das Collegium Romanum aufgenommen. Zudem erhielt er ein Kanonikat am Stift St. Johann in Regensburg.
Am 20. Dezember 1783 empfing Riccabona in Rom die Priesterweihe und wurde 1784 zum Dr. theol. promoviert. Er trat danach eine Kaplanstelle in der Pfarrei Auer im Bistum Trient an. 1790 erhielt er eine Pfarrerstelle in Wallersdorf, wo er 31 Jahre als Seelsorger tätig blieb. Außerdem wirkte er als Dekan und Distriktschulinspektor für das Landgericht Landau an der Isar.
Als dann infolge des Konkordats von 1817 nach der Säkularisation in Bayern das kirchliche Leben neugeordnet werden sollte, wurde Riccabona am 2. Oktober 1821 als Domkapitular und Dompfarrer nach München berufen. 1822 wurde er Generalvisitator des neuen Erzbistums, 1824 Dom- und königlicher Hofpfarrer in München. In dieser Eigenschaft betreute er die königliche Familie und deren Hof.
1826 starb der letzte Fürstbischof von Passau, Leopold von Thun, worauf König Ludwig I. Riccabona auf Bitten von Johann Michael Sailer am 25. Dezember 1826 zum Bischof von Passau ernannte, was kurz darauf von Papst Leo XII. bestätigt wurde. Die Bischofsweihe spendete ihm am 25. April 1827 der erste Erzbischof von München und Freising, Lothar Anselm Freiherr von Gebsattel.
Schwere Aufgaben warteten, denn sein Vorgänger hatte während der Säkularisationswirren seine Diözese verlassen, so dass das Bistum faktisch ein Vierteljahrhundert ohne Bischof war. Riccabona organisierte die Bistumsverwaltung neu und unternahm  eingehende Diözesanvisitationen, in denen er vor allem auf Wiedereinführung von Religionsunterricht in den Schulen und würdige Feiern der Gottesdienste achtete. Bis 1834 hatte er alle Gemeinden seiner Diözese besucht.
1827 führte er den „Katechismus der christkatholischen Religion für Bayern“ als Einheits-Katechismus in seinem Bistum ein. 1828 eröffnete er das neue Priesterseminar St. Stephan, und 1833 erreichte er die Wiedereröffnung des königlichen Lyzeums als Priesterbildungseinrichtung. 1836 bewirkte er, dass die Maria-Ward-Schwestern das Kloster Niedernburg als Erziehungsanstalt übernahmen. 1837 gab er ein Rituale heraus. Mit Datum vom 1. Januar 1839 erhielt er das Ritterkreuz des Verdienstordens der Bayerischen Krone.
Am 25. Mai 1839 starb Karl Joseph von Riccabona und wurde im Dom zu Passau beigesetzt.